# Blaq Poet Society
Albums de Blaq Poet
Collection Rare Tracks
(2009) E.B.K. (EveryBodyKilla)
(2012)
Blaq Poet Society est le quatrième album studio de Blaq Poet, sorti le 21 juin 2011.

## Liste des titres
| No  | Titre                                                  | Contient un (des) sample(s) de                                                 | Durée |
| --- | ------------------------------------------------------ | ------------------------------------------------------------------------------ | ----- |
| 1.  | Intro                                                  |                                                                                | 0:42  |
| 2.  | Power Music                                            |                                                                                | 2:58  |
| 3.  | Butcher Shop (featuring R.A. the Rugged Man)           |                                                                                | 2:51  |
| 4.  | Charles Speaks                                         |                                                                                | 0:25  |
| 5.  | Daytime Shootouts (featuring Jaysaun et Chief Kamachi) |                                                                                | 3:18  |
| 6.  | Hood Talk                                              | Freewheeling de Dick Walter                                                    | 2:16  |
| 7.  | Bushmaster Music (featuring Vinnie Paz et Lateb)       | Programmed Success de Zygmunt Zram                                             | 3:36  |
| 8.  | Guns N Ammo                                            | Les Cathédrales de Fireballet Centurion (Tales of Fireball Kids) de Fireballet | 2:12  |
| 9.  | Mortuary Music                                         |                                                                                | 2:40  |
| 10. | Bill Speaks                                            |                                                                                | 0:24  |
| 11. | New Age Villian (featuring Reef the Lost Cauze)        |                                                                                | 3:40  |
| 12. | Blood Pool (featuring Wais P the Pimp)                 |                                                                                | 2:52  |
| 13. | Life of a Hustler (featuring Capone)                   |                                                                                | 2:17  |
| 14. | Nighttime Shootouts (featuring Celph Titled et Apathy) |                                                                                | 3:33  |